# Râul Surpata
Râul Surpata este un curs de apă, afluent al râului Polatiștea. 